# Heinz Prüfer
Ernst Paul Heinz Prüfer (10. listopadu 1896 Wilhelmshaven, Německé císařství – 7. dubna 1934 Münster, Německo) byl německý matematik. Zabýval se abelovskými grupami, algebraickými čísly, teorií uzlů a Sturmovou-Liouvilleovou teorií. Je po něm pojmenováno několik matematických konceptů, z nichž pravděpodobně nejvýznamnějšími jsou tzv. Prüferovy kódy, které umožňují jednoznačně zakódovat strom do posloupnosti čísel vrcholů anebo Prüferova grupa.